# Nicola V di Alessandria
Papa Nicola V, al secolo Evangelidis (in greco Νικόλαος Ε΄; Giannina, agosto 1876 – Egitto, 3 marzo 1939) è stato un vescovo ortodosso greco, papa e patriarca greco-ortodosso di Alessandria e di tutta l'Africa tra il 1936 e il 1939.
Nacque a Giannina nel 1876. Studiò alla scuola teologica dell'Università di Atene. Nel 1910 sua moglie morì e l'anno seguente fu ordinato diacono dal patriarca Fozio. Nel 1918 fu eletto metropolita della Nubia, carica che mantenne fino al 1927, quando fu eletto metropolita di Ermopoli.
Nel 1936, dopo la morte del patriarca Meletios Metaxakis, fu eletto Patriarca di Alessandria. Fu un gerarca colto e lasciò un'importante opera letteraria. Lavorò anche attivamente per la riorganizzazione delle organizzazioni benefiche della Chiesa e il buon funzionamento delle scuole.